# 琴葉茜・葵
琴葉茜・葵（ことのはあかね・あおい）は、株式会社エーアイが企画したキャラクターである。萌えキャラ学会正会員。

## 概要
関西弁を話す双子の姉「琴葉茜（ことのは あかね）」と標準語を話す双子の妹「琴葉葵（ことのは あおい）」の姉妹からなるキャラクター。どちらも声優は榊原ゆい、キャラクターデザインは吉田ヨシツギが担当している。
双子キャラクターとなった経緯については、元々AITalkの関西弁イントネーションの技術を製品化するために茜がデザインされたが、関西弁のみだと利用に際して使いづらい面があったため、標準語バージョンも作ろうということになったためであるとされる。

### キャラクター設定
琴葉茜
イメージカラーはピンク。ちょっと天然な性格で、長い間関西で過ごしてきたため関西弁が抜けていない。
琴葉葵
イメージカラーは水色。姉よりしっかり者の性格。

## 製品

### VOICEROID
テキスト読み上げ用ソフトウェア『VOICEROID+ 琴葉茜・葵』として2014年4月25日にAH-Softwareより発売。VOICEROIDに使用されているAITalkを開発したエーアイ初の自社企画キャラクターであり、AITalk3に対応。発売された時点で既に「VOICEROID+EX」と同等の機能を持っていたため、EX版は作られなかった。2017年6月9日には、AITalk4に対応し、感情パラメータを備えたアップデート版である『VOICEROID2 琴葉茜・葵』が発売された。茜と葵それぞれに別々の音声データベースが使用されている。

### Synthesizer V
2020年7月30日にはSynthesizer Vを使用した歌唱用ソフトウェアが発売された。VOICEROID版と異なり、歌唱データベースは1つのみとなっている。
- 音程 G♯3、C♯4、F♯4、C5（ファルセット）
- 得意テンポ：70〜180BPM
- 得意音域：E3〜D5

### A.I.VOICE
エーアイによる自社ブランド製品「A.I.VOICE」の第1弾として『A.I.VOICE 琴葉茜・葵」の製品名で2021年2月22日に発売。AITalk5に対応しており、通常のライブラリに加え、より幼い声質の「琴葉茜（蕾）」と「琴葉葵（蕾）」を加えた4種類のライブラリが搭載されている。なお（蕾）の方は、ボイススタイルに非対応。2021年12月10日には、英語版『A.I.VOICE Kotonoha Akane ＆ Aoi English』、2022年9月22日には、中国語版『Kotonoha Talk』が発売された。2023年12月22日には、DNN音声合成方式の品質を向上させたAITalk6を搭載したA.I.VOICE 2によるメジャーバージョンアップ版『A.I. VOICE 2 琴葉 茜・葵』が発売された。（初代）A.I.VOICE版には2024年6月14日にアペンド版ライブラリとしてA.I.VOICE 琴葉 茜・葵（囁）が発売予定である。

### Voidol
2021年10月12日には、クリムゾンテクノロジーが開発したAIリアルタイム声質変換ソフトウェア「Voidol - Powered by リアチェンvoice -」の新ボイススタイルとして発売された。

### NEUTRINO
2022年4月25日にはNEUTRINOに対応した歌唱用ソフトウェアがリリースされた。Synthesizer V版と異なり、茜と葵それぞれに別々の歌唱データベースが用意されている。A.I VOICE購入ユーザーのみの限定配布であり、一般公開は行われていない。
琴葉茜
- 推奨音域：mid1G〜hiC（G3〜C5）
- 得意なBPM：120〜180
- 得意なジャンル：ロック、ポップソングなど

琴葉葵
- 推奨音域：mid1G〜hiC（G3〜C5）
- 得意なBPM：80〜140
- 得意なジャンル：ポップソング・バラードなど

### Seiren Voice
2022年5月17日にはドワンゴの機械学習技術の開発・研究部門「Dwango Media Village」が開発した声質変換技術「Seiren Voice」を利用したAIボイスチェンジャーが発売された。音声を「音素」「音高」「発音タイミング」に分解し、それらのデータを基に目標とする人物の声をディープラーニングで再構築することで、自分自身の声を琴葉茜・葵の声に変換することができる。これにより、従来の文章入力からの音声合成方式では難しかった間の取り方や抑揚など、制作者の意図に沿った細かい表現が可能となる。

### VOCALOID
2025年4月25日にはインターネットから「VOCALOID6」を使用した使用した歌唱用ソフトウェアが発売。NEUTRINO版同様、茜と葵それぞれに別々の歌唱データベースが用意されており、茜は「元気で明るい声」、葵は「可愛らしいウィスパーボイス」が特徴とされる。exVOICE393種も付属している。